# Вольвариелла слизистоголовая
Вольварие́лла слизистоголовая (лат. Volvariella gloiocephala) — гриб рода Вольвариелла семейства Плютеевые (Pluteaceae).
Синонимы:
- Русские: вольвариелла слизистая, вольвариелла прекрасная, вольвариелла вязкошляпковая
- Латинские:[1]
  - Volvariella gloiocephala (DC.) Boekh. & Enderle, 1986basionym
  - Volvaria speciosa (Fr.) Gillet 1876
  - Volvariopsis gloiocephala (DC.) Murrill, 1917
  - Agaricus gloiocephalus (DC., 1815
  - Agaricus emendatior (Berk. & M.A.Curtis, 1859
  - Agaricus pubescens Schumach., 1815
  - Amanita speciosa Fr., 1951
  - Agaricus speciosus Fr., 1821
  - Pluteus speciosus Fr., 1836

Некоторые источники различают светлоокрашенные формы как Volvariella speciosa (Fr.) Singer, 1951 и более тёмные как Volvariella gloiocephala (DC.) Boekh. & Enderle, 1986

## Описание

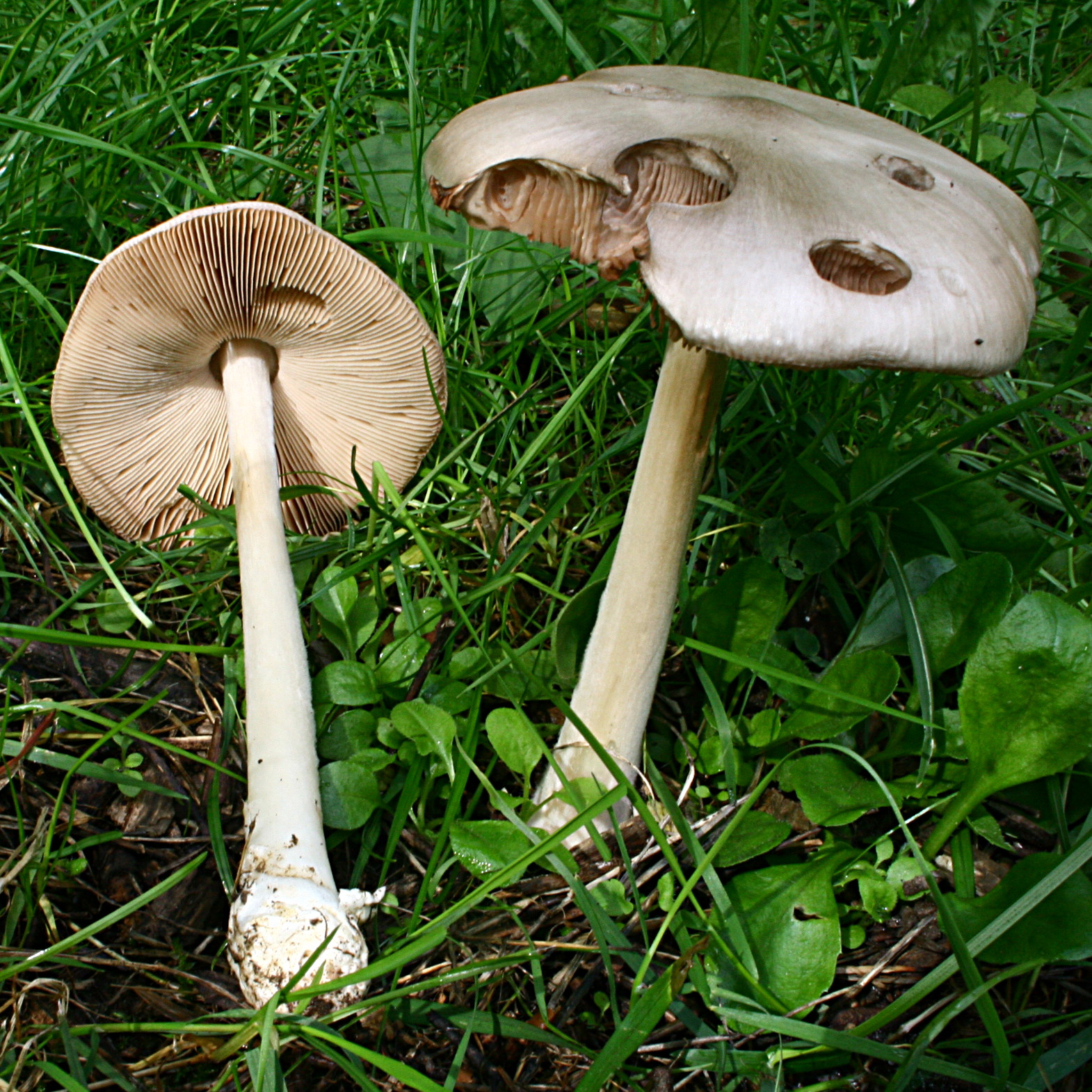

Самый крупный из всех обитающих на почве видов рода Вольвариелла.
Шляпка гриба диаметром 5—15 см, гладкая, беловатая, реже — серовато-беловатая или серовато-бурая; в середине — более тёмная, серо-коричневая. У молодых грибов шляпка яйцевидная, заключённая в общую оболочку (вольву), позднее колокольчатая, с опущенным краем, затем — выпукло-распростёртая, с широким тупым бугорком в центре; в сырую погоду слизистая, клейкая, в сухую — шелковистая, блестящая.
Мякоть тонкая, рыхлая, белая, при срезе не изменяет цвет. Вкус и запах невыразительные.
Пластинки 8—12 мм шириной, частые, широкие, у ножки свободные, у края закруглённые, белые, по мере созревания спор — розоватые, позднее — коричневато-розовые.
Ножка длинная и тонкая, 5—20 см х 1—2,5 см, цилиндрическая, сплошная, у основания — клубневидно утолщённая; цвет — от белого до серо-жёлтого. У молодых грибов ножка войлочная, позднее — гладкая. Кольца нет. Вольва свободная, мешковидная, часто прижата к ножке, тонкая, беловатая или сероватая.
Споровый порошок розовый. Споры 12—21 х 7—12 мкм, коротко-эллипсоидные, гладкие, светло-розовые.

## Произрастание

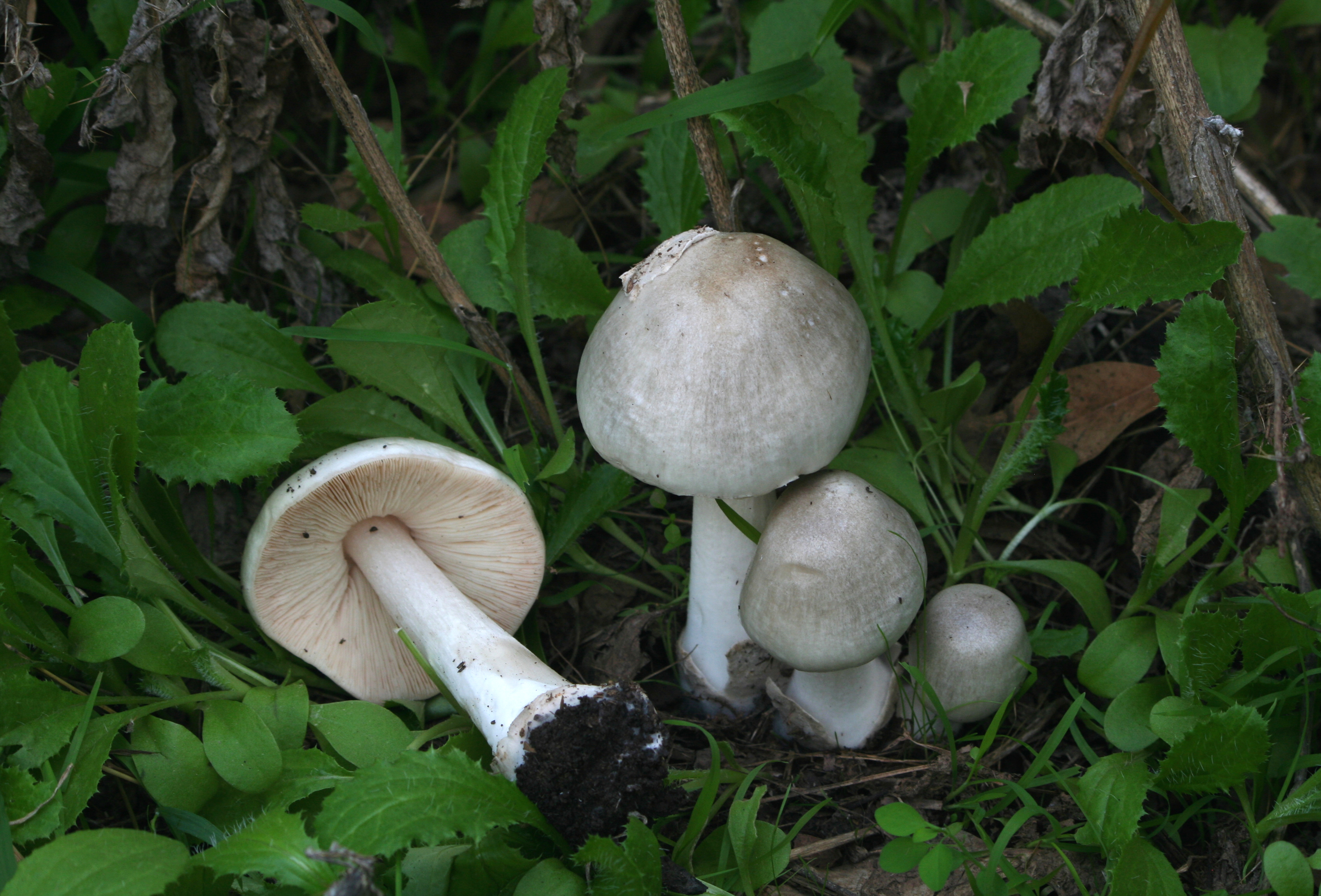

Встречается с начала июля до конца сентября на нарушенных перегнойных почвах, таких как жнивьё, мусорные, навозные и компостные кучи, огородные грядки, свалки, мульча из коры, основания стогов сена. В лесу редок. Плодовые тела появляются одиночно или небольшими группами. Обычен в северной умеренной зоне, заходя значительно южнее её границ.

## Сходные виды
Сходен с условно-съедобным серым поплавком и ядовитыми мухоморами белого цвета. От первого отличается гладкой шелковистой ножкой и клейкой сероватой шляпкой с розоватыми пластинками; от видов рода Amanita отличается розоватым гименофором и отсутствием кольца на ножке.
Кроме того, обладает сходством с некоторыми другими съедобными видами рода Вольвариелла (Volvariella bombycina (Schaeff.:Fr.)  Sing., 1951, Volvariella volvacea (Bull.:Fr.) Sing., 1951 — Вольвариелла вольвовая).

## Употребление
Малоценный съедобный или условно-съедобный гриб среднего качества. Используется в пищу свежим, после 15 минут отваривания.